# Thaumatosmylus hainanus
Thaumatosmylus hainanus är en insektsart som beskrevs av C.-k. Yang 2002. Thaumatosmylus hainanus ingår i släktet Thaumatosmylus och familjen vattenrovsländor. Inga underarter finns listade i Catalogue of Life.